# 檸檬黃邊鰨
檸檬黃邊鰨為輻鰭魚綱鰈形目鰨亞目鰨科的其中一種，為亞熱帶海水魚，分布於南非佛斯灣至川斯凱海域，體黃褐色，身體、背鰭基底及臀鰭有深色斑塊，體長可達26公分，棲息在底層水域，生活習性不明。